# 万俟姓
俟姓，為漢字複姓之一，在《百家姓》中排名第409位。原為鮮卑部落名，後成為姓氏。万俟這個姓是在五胡亂華時期所出現的，當時鮮卑人大舉南下中原，其中万俟部落的人便以其部落名為姓，便成了万俟姓。而後，進一步地漢化，許多万俟姓者改姓為「萬」或者「莫」。